# Ochtendmens

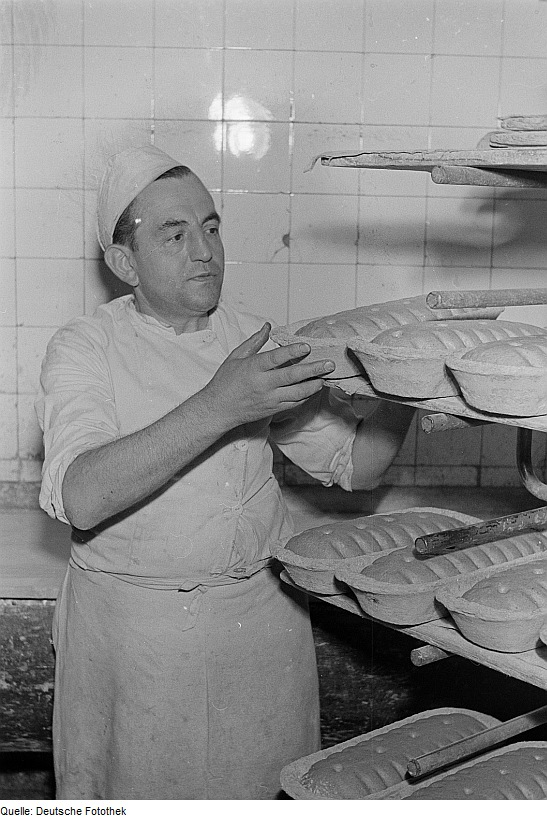

Een ochtendmens is iemand die meestal vroeg opstaat en dan direct actief aan de dag kan beginnen. Deze mensen zijn vooral in de ochtend en eerste helft van de middag actief. Daarentegen zijn ze 's avonds vaak al vroeg moe en blijven maar zelden tot laat in de avond op.
Of iemand een ochtendmens is of niet wordt bepaald, naast culturele aspecten, door de biologische klok die onder andere het circadiaan ritme (slaap-waakritme) regelt. Het hormoon melatonine speelt hierbij eveneens een rol, net als het hormoon cortisol.